# Caecilia von Oldessem
Caecilia von Oldessem († 1542) war die letzte Äbtissin des Klosters Harvestehude und die erste Domina des Stifts St.-Johannis-Kloster nach der Reformation.

## Wirken im Kloster Harvestehude
Caecilia von Oldessem war eine Tochter des Hamburger Wandschneiders Cord von Oldessem, der der Flanderfahrergesellschaft angehört. Der Vater war verheiratet mit Anna, geborene Helwigk, mit der er acht Kinder hatte. Caecilia von Oldessems Schwester war seit ungefähr 1485 Nonne im Kloster Harvestehude. Ihre Cousinen Alleke, Barbara und Wommelke traten später ebenfalls der Ordensgemeinschaft bei. Gemeinsam mit Caecilia gehörten damit zehn Prozent der Ordensschwestern der Familie von Oldessem an.
Erste Belege zeigen, dass Caecilia von Oldessem 1523 für 20 Mark Renten des Klosters kaufte. Ab 1526 wurde sie als Äbtissin tätig. Sie führte mit dem Rat der Stadt Hamburg Verhandlungen über Abgaben, die das Kloster für Grundstücke der Stadt zahlen musste. Außerdem räumte sie der Stadt einen großzügigen Kredit ein.
Zur Zeit der ersten Predigten im Geist der Reformation zeigte die Hamburgische Bürgerschaft ebenfalls Sympathien für den lutherischen Glauben. Auch unter den Nonnen das Harvestehuder Klosters kam es zu Auseinandersetzungen. Daraufhin statteten einige Bürger dem Kloster eine Visite ab, fanden bei ihren Kontrollen jedoch keine Auffälligkeiten. Caecilia von Oldessem gab ein Register der klösterlichen Urkunden in Auftrag. Die Lade mit den Dokumenten überreichte sie 1528 sicherheitshalber dem Hamburger Rat, den sie in einem Brief um Beratung bat. Sie verstand den Vers „Tuet Gelübde und haltet sie!“, der in Psalm 76 zu finden ist, als Weisung, das Kloster nicht zu verlassen. Sie erhielt vom Hamburger Rat keine Antwort. Gewählte Bürger des Kirchspiels gaben die Anweisung, dass ein lutherischer Prediger den Nonnen Unterricht erteilen und Gottesdienste abhalten solle. Außerdem sollte ein frommer Bürger die Besitztümer des Klosters verwalten. Die Nonnen verblieben trotzdem im Kloster; die Äbtissin erfüllte die Forderungen der Bürger nicht.
1529 schrieb Johannes Bugenhagen als Verfasser der Hamburgischen Kirchenordnung „Wat me van dem Closterlevende holden schal allermeyst vor de Nunnen unde Bagynen geschreven“. In seiner gegen das Kloster gerichteten Schrift kritisierte er deren „falschen Gelübde“. Zu einem Zeitpunkt, an dem die Beginen ihren Konvent bereits verlassen hatten, rief er ledige Frauen dazu auf, Klöster zu verlassen und sich der Arbeit in Familien zu widmen. Außerdem sprach er sich dagegen aus, Mädchen zwangsweise in Klöstern unterzubringen. 
Ein Rezess von 1529 legte fest, dass das Vermögen des Klosters zusammengehalten, die Nonnen das Kloster jedoch verlassen sollten. Das Ansehen des Klosters hatte unter lutherischen Bürgern zu diesem Zeitpunkt stark gelitten. Nachdem die Nonnen das Kloster nicht freiwillig verlassen wollten, rissen die Bürger des Kirchspiels es 1530 ab. Die Bürger zahlten Ordensfrauen, die ins weltliche Leben zurückkehren wollten, aus dem Klostervermögen eine lebenslange Rente in Höhe von 20 Mark. Daraufhin ging die Zahl der Ordensschwestern auf 19 zurück, unter ihnen Caecilia von Oldessem. Da sie weiterhin als Konvent gemeinsam leben wollten, kamen sie Forderungen des Hamburger Rats nach. Sie konvertierten zum lutherischen Glauben und trugen fortan keine Ordenskleidung. Caecilia von Oldessem trug nun nicht mehr den Titel einer Äbtissin, sondern nannte sich Domina.

## Wirken im Kloster St. Johannis
Ab Frühjahr 1531 bewohnten die Frauen einen Teil des ehemaligen Dominikanerklosters St. Johannis in der Stadt. Dort sollten sie bürgerlichen Kindern Lese- und Schreibunterricht erteilen und das Nähen und Sticken näherbringen. Caecilia von Oldessem beklagte sich 1531 beim Hamburger Rat, dass wertvolle Gegenstände und Kleinodien im Wert von 40 Mark, die in der Klosterkapelle aufbewahrt worden waren, verlorengegangen seien. Den Zustand ihrer neuen Wohnstätte beschrieb sie als schlecht, die Tücher des Altars seinen verrottet. Die Verwaltung der Klostergüter empfand sie als ungenügend. Der Rat habe die Schäden zwar untersuchen lassen, sie jedoch nicht ersetzt. Auch habe der Rat drei Kisten Geschmeide in seinem Gewahrsam, die die Schwestern trotz Zusage des Klostervorstehers Joachim Moller nicht zurückerhalten hätten, so die Domina. 
Aufgrund des schlechten Zustand des Klosters hätten die Frauen selbst viel Geld und Arbeit in die dreckigen und unbequemen Räume investiert. Dies hätten sie widerwillig getan und auch ausstehende Rechnungen des Klosters bezahlt. Die Kosten bezifferte von Oldessem auf 479 Mark. Da die Schwestern keine Anteile an dem Kloster hielten, befürchteten sie, für fremde Besitztümer zu zahlen. Die Domina forderte daher Besitztitel an dem Kloster und insbesondere, die Klostergüter selbst verwalten zu dürfen. Rat und Bürgerschaft entschieden erst 1536, keine Güter zu verkaufen.
Von Oldessem beklagte sich in ihrem Brief auch darüber, dass Unbekannte ein städtisches Brauhaus, das zuvor zum Kloster gehört hatte, anmieten durften und dem Konvent somit Pachteinnahmen entgingen. Außerdem fehle das Erbe eines verstorbenen Proveners des Klosters. Die Domina schlug dem Rat vor, ihr die Verwaltung des Klosters zu übertragen. Sie akzeptierte die vom Rat vorgeschlagene Patrone, die aber ihr und den Schwestern Rechenschaft schuldig sein sollte, ähnlich, wie sie selbst es dem Rat war. Außerdem lehnte sie ab, den Prediger zu St. Johannis aus den Klostergütern zu versorgen. Sehr wichtig war ihr, Einkünfte aus den Landgütern des Klosters zu erhalten. 
Caecilia von Oldessems Brief zeigt, dass sie die wirtschaftliche Situation des Klosters genau kannte. Dem Hamburger Rat versicherte sie, dass die Stiftsdamen Weisungen annehmen und sich nicht beschweren würden, wenn sie gerecht behandelt würden. Klosterkurator Joachim Moller warf sie dagegen vor, Güter unterschlagen zu haben. Caecilia von Oldessem hatte mit ihrem Brief keinen Erfolg: der Rat ging auf keiner ihrer finanziellen Forderungen ein; auch die wirtschaftliche Verwaltung der Klostergüter durften die Schwestern nicht selbst übernehmen. Joachim Moller blieb im Amt und pachtete für zehn Jahre einen landwirtschaftlichen Betrieb, der sich auf dem Vorwerk des Klosters befand.
Ein weiterer Brief von Oldessems an Hans Barner in seiner Funktion als Drost zu Pinneberg stammt aus dem Jahr 1536. Barner versprach, dem Kloster zu helfen und die zahlreichen Anliegen des Konvents Graf Adolf von Holstein-Pinneberg vorzutragen. Der Graf reiste darauf nach Wedel, wo er während eines Gerichtstags in Sachen „Unseres Stiftes Kloster Harvestehude“ mit den Hamburger Bürgermeistern verhandelte.
Ein letzter bekannter Brief von Oldessems, den sie 1540 erneut an Hans Barner richtete, zeigt, dass sie zu dieser Zeit wieder die Geschäfte führte, dabei aber nur wenig Gestaltungsmöglichkeiten hatte und von Entscheidungen des Hamburger Rats abhängig war. Die Domina forderte in ihrem Schreiben den Grafen dazu auf, fällige Rechnungen für Holzeinschlag zu zahlen.

## Ehrungen
Im Hamburger Stadtteil Winterhude wurde 1914 die Cäcilienstraße nach Caecilia von Oldessem benannt.